# Фростбергский государственный университет
Фростбергский государственный университет (англ. Frostburg State University; FSU) — общественный университет в Фростберге, штате Мэриленд, США. Основан в 1898 году как Государственная нормальная школа №2 (англ. State Normal School No. 2). По состоянию на осень 2024 года в нём обучается 4 104 студента. На 2025 год годовой бюджет университета составляет 144 миллиона долларов.

## Обучение
Университет аккредитован Комиссией по высшему образованию Средних штатов. Колледж бизнеса имеет аккредитацию от Ассоциации по развитию университетских бизнес-школ. Магистерская программа по психологическому консультированию аккредитована Советом по аккредитации магистров психологии и консультирования. Университет разделён на три колледжа: Колледж бизнеса, инженерии, вычислительных и математических наук; Колледж образования, здравоохранения и естественных наук; и Колледж искусств, гуманитарных наук, социальных и поведенческих наук. FSU предлагает 47 специальностей бакалавриата, 16 магистерских, 80 специализированных и докторскую программу по образовательному лидерству. Программа по экстремальным видам спорта реализуется совместно с Колледжем Гарретт. Учреждённая в 2007 году программа по этноботанике стала всего второй подобной в США.
Фростберг также предоставляет студентам возможность учиться по обмену в 140 заведениях по всему миру. Совместные программы обмена и партнерства были организованы с Колледжем Непорочной Девы Марии (Ирландия), Нортумбрийским университетом (Великобритания), Пекинским педагогическим университетом (Китай), Ренской школой бизнеса (Франция), Университетом Нагасаки (Япония), Дуальным университетом Баден-Вюртемберга и Университетом Кёнхи (Южная Корея).